# Beijing 1
Beijing 1 (ou China-DMC+4) est un microsatellite d'observation de la Terre développé par Surrey Satellite Technology (SSTL) pour le compte de Beijing Landview Mapping Information Technology Ltd (BLMIT) et lancé le 27 octobre 2005 par une fusée Kosmos-3M depuis le cosmodrome de Plesetsk.
Ce satellite fait partie de la constellation Disaster Monitoring Constellation (DMC), collaboration internationale avec des pays comme l'Algérie (AlSat), la Turquie (BilSat), le Nigeria (NigeriaSat) et le Royaume-Uni (UKDMC), partageant des données pour surveiller les catastrophes naturelles et d'origine humaine, et combine une caméra multispectrale standard avec un imageur panchromatique haute résolution. Il est conçu pour fournir des images pour des applications de cartographie terrestre, avec une résolution de 4 mètres pour l'imageur panchromatique et de 32 mètres pour l'imageur multispectral.
Le satellite a été lancé à bord d'un lanceur Kosmos-3M depuis le cosmodrome de Plesetsk, avec d'autres satellites comme TopSat 1, Mozhayets 5, et plusieurs petits satellites universitaires.
Le satellite permet au gouvernement chinois et aux utilisateurs commerciaux d'obtenir des informations sur l'agriculture, les ressources en eau, l'environnement, ainsi que la surveillance des catastrophes. Il est aussi utilisé pour surveiller l'urbanisation et la pollution, et pour générer des cartes numériques de la Chine. Sa capacité à imager continuellement le territoire chinois et à transmettre des données en temps réel fait de lui un outil précieux pour le suivi des ressources et des crises.